# جرج سیدنی
جرج سیدنی (انگلیسی: George Sidney؛ ۴ اکتبر ۱۹۱۶ – ۵ مهٔ ۲۰۰۲) کارگردان اهل ایالات متحده آمریکا بود.

## بخشی از فیلمشناسی
- آنی تفنگت را می‌گیرد
- جین ایگلز
- سه تفنگدار
- کس تیمبرلین
- لنگرها را بکشید
- زنده‌باد لاس وگاس
- تا زمانی که ابرها کنار بروند